# 藤卷忠俊
藤卷忠俊（日语：／ Fujimaki Tadatoshi，1982年6月9日—）為日本的男性漫画家。東京都出身。上智大學中退。血型AB型。

## 人物
- 興趣、特技為麻雀、高爾夫球[1]。
- 喜歡的漫畫有《灌籃高手》、《JoJo的奇妙冒險》和《三只眼》[1]。
- 與2005年左右認識，同樣也是《灌籃高手》漫畫的忠實粉絲和同行高橋一郎（日语：高橋一郎 (漫画家)）為好友[4]。

## 經歷
東京都立戸山高等學校畢業之後進入上智大學，大學中退之後開始投稿短篇漫畫。
2006年投稿《GEKISHIN!虎徹》入圍第36回（2006年3月期）Jump十二傑新人漫話獎（審査員：空知英秋）最終候補。
同年投稿《黑子的籃球》（單篇）獲得集英社第44回（2006年11月期）Jump十二傑新人漫畫賞（審査員：矢吹健太朗）之十二傑賞受賞作。於《赤丸Jump 2007春號》揭載，正式出道。
之後在《週刊少年Jump》2009年2號開始連載《黑子的籃球》。從獲得新人獎起只刊登一個短篇作品就一飛沖天。並在2012年4月起製作電視動畫之後人氣急速攀升，成為藤卷的代表作。
2012年10月起，發生多間公司與機構先後接到和藤巻相關的恐嚇宣言（黑子的籃球恐嚇事件），2013年12月逮捕主嫌之後平息落幕。
至2014年第40號連載完結之後。2014年9月22日至12月15日在《少年Jump＋》隔週連載《黑子的籃球 番外篇》。同年12月在《少年NEXT!!》2014 vol.6至2016 vol.1連載《黑子的籃球 EXTRA GAME》。
2017年，開始連載新作《ROBOT×LASERBEAM》，題材為高爾夫。

## 作品
全由集英社發行。

舉例
- 粗字體表示為連載作品。
- 〈發表雜誌〉WJ：週刊少年Jump／NEXT!!：NEXT!!／J+：少年Jump+
- 〈收錄〉CB：黑子的籃球公式漫迷手冊 角色聖經、K：黑子的籃球、EG：黑子的籃球 EXTRA GAME、RL：ROBOT×LASERBEAM、KB：殺手青春

| 中文名稱              | 日文名稱 | 形式                     | 發表號                           | 收錄                      | 備註                                |
| --------------------- | -------- | ------------------------ | -------------------------------- | ------------------------- | ----------------------------------- |
| 黑子的籃球            |          | 短篇                     | WJ 2013年26號                    | CB                        | 出道作品 第44回十二傑新人漫畫賞佳作 |
| 黑子的籃球            | 連載     | WJ 2009年2號－2014年40號 | K                                | 正篇連載作品 單行本全30卷 |                                     |
| 黑子的籃球 番外篇     | 連載     |                          | J+ 2014年9月22日－2014年12月15日 | EG                        | 正篇續集                            |
| 黑子的籃球 EXTRA GAME | 連載     |                          | NEXT!! 2014 vol.6－2016 vol.1    | EG                        | 正篇續集                            |
| 黑子的籃球×火之丸相撲 |          | 短篇                     | WJ 2015年50號                    | 未收錄                    | 正篇續集 與火之丸相撲共演的漫畫     |
| 前衛的弓箭手          |          | 短篇                     | WJ 2016年5、6合併號              | 未收錄                    |                                     |
| ROBOT×LASERBEAM       |          | 連載                     | WJ 2017年16號－2018年30號        | RL                        | 正篇連載作品 單行本全7卷            |
|                       |          | 短篇                     | WJ 2020年6、7合併號              | 未收錄                    |                                     |
|                       |          | 短篇                     | WJ 2022年3、4合併號              | 未收錄                    | 殺手青春的單篇版                    |
| 殺手青春              |          | 連載                     | WJ 2023年20號－連載中            | KB                        | 正篇連載作品                        |

### 原作擔任
- 黑子的籃球 Replace－《黑子的籃球》小説版。小説：平林佐和子〈JUMP j BOOKS〉，既刊6冊。
  - 黑子的籃球 Replace PLUS－小說版改編的同人漫畫。漫畫：高橋一郎。《少年Jump+》2015年1月27日 - 2018年4月24日，全10冊。

### 其它
- 「JoJo」連載25週年紀念 特別寄稿（2012年）
- 『BLEACH 13 BLADEs.』（久保帶人，2015年） 特別寄稿

## 相關人物

### 師承
- 江尻立真（日语：江尻立真）[9]

### 助理
- 榊翔太（日语：榊ショウタ）[來源請求]
- 川田[10]
- 高橋一郎（日语：高橋一郎 (漫画家)）

### 責任編輯
- 齊藤優[11]
- 井坂尊（2010年10月[12] - 2010年12月[13]）
- 大西恒平[14]（2011年2月 - 2012年1月）
- 嶋崎崇夫[15]（2012年2月 - 2013年6月）
- 門司健吾（2013年7月[16] - ）